# Paratropeza nuda
Paratropeza nuda là một loài ruồi trong họ Tachinidae.